# 贝叶芒毛苣苔
贝叶芒毛苣苔（学名：Aeschynanthus monetaria）为苦苣苔科芒毛苣苔属下的一个种。
该物种于1920年在印度被采集记录后，一直没有再被发现。2015年10月重新由中国科学院成都生物研究所联合江苏省中国科学院植物研究所及广西植物研究所在墨脱县背崩乡海拔300—800米雅鲁藏布江河谷地带的季雨林考察中所发现并补充描述，首次被证实该种只存在于中国西藏自治区的墨脱县境内。该种属于小叶类型的附生亚灌木，花梗、萼片、花冠等器官覆盖有短腺毛，花色鲜艳，花冠长约4厘米，花量较多。